# Lasondre Airport
Lasondre Airport (indonesiska: Pulau-Pulau Batu) är en flygplats i Indonesien.   Den ligger i provinsen Sumatera Utara, i den västra delen av landet, 1 200 km nordväst om huvudstaden Jakarta. Lasondre Airport ligger 6 meter över havet. Den ligger på ön Pulau Tanahmasa.
Terrängen runt Lasondre Airport är platt. Havet är nära Lasondre Airport västerut. Runt Lasondre Airport är det glesbefolkat, med 20 invånare per kvadratkilometer. I omgivningarna runt Lasondre Airport växer i huvudsak städsegrön lövskog.